# Pothos cylindricus
Pothos cylindricus là một loài thực vật có hoa trong họ Ráy (Araceae). Loài này được C.Presl miêu tả khoa học đầu tiên năm 1851.